# Campeonato das Nações Africanas
O Campeonato das Nações Africanas (em inglês: African Nations Championship, em francês: Championnat d'Afrique des Nations), também conhecido pelo acrónimo CHAN, é um torneio de seleções nacionais de futebol organizado a cada dois anos pela Confederação Africana de Futebol. Diferente do Campeonato Africano das Nações, no entanto, nele só podem participar atletas que atuem nos seus países de origem.

## Histórico
A primeira edição do torneio foi realizada em 2009, na Costa do Marfim, com oito seleções. No entanto, já na edição seguinte realizada no Sudão em 2011, o número de participantes foi expandido para 16 equipes, permanecendo assim até hoje. A partir da edição de 2014, realizada na África do Sul, todas partidas do campeonato passaram a valer para o ranking de seleções da FIFA como partidas oficiais, aumentando a importância do torneio no cenário do futebol africano, de modo a ser a segunda competição entre seleções mais importante do continente.

## Regulamento da competição
As 16 seleções classificadas após eliminatórias realizadas entre as 54 seleções do continente são divididas em quatro grupos com 4 equipes cada um. Tais equipes disputam 3 partidas cada uma durante a fase de grupos, classificando-se para o mata-mata as 2 melhores equipes de cada grupo. A partir daí, as quartas-de-final, as semifinais e a grande final são disputadas em jogo único. 
Nestas fases eliminatórias, caso a partida termine empatada após o fim do tempo regulamentar, uma prorrogação de 30 minutos dividida em dois tempos de 15 minutos cada é disputada. Caso o empate ainda persista, acontece a disputa por pênaltis para decidir a seleção vencedora do confronto.

## Tabela de campeões
| Edição | País-sede       | Final      | Final              | Final        | Disputa pelo 3º Lugar | Disputa pelo 3º Lugar | Disputa pelo 3º Lugar |
| Edição | País-sede       | Campeão    | Resultado          | Vice-campeão | 3º Lugar              | Resultado             | 4º Lugar              |
| ------ | --------------- | ---------- | ------------------ | ------------ | --------------------- | --------------------- | --------------------- |
| 2009   | Costa do Marfim | R.D. Congo | 2 – 0              | Gana         | Zâmbia                | 2 – 1                 | Senegal               |
| 2011   | Sudão           | Tunísia    | 3 – 0              | Angola       | Sudão                 | 1 – 0                 | Argélia               |
| 2014   | África do Sul   | Líbia      | 0 – 0 (4 – 3 d.p.) | Gana         | Nigéria               | 1 – 0                 | Zimbábue              |
| 2016   | Ruanda          | R.D. Congo | 3 – 0              | Mali         | Costa do Marfim       | 2 – 1                 | Guiné                 |
| 2018   | Marrocos        | Marrocos   | 4 – 0              | Nigéria      | Sudão                 | 1 – 1 (4 – 2 d.p.)    | Líbia                 |
| 2020   | Camarões        | Marrocos   | 2 – 0              | Mali         | Guiné                 | 2 – 0                 | Camarões              |
| 2022   | Argélia         | Senegal    | 0 – 0 (5 – 4 d.p.) | Argélia      | Madagascar            | 1 – 0                 | Níger                 |

## Posições por seleção
| Seleção         | Campeã(o)             | Vice-campeã(o)        | 3.º lugar    | 4.º lugar |
| --------------- | --------------------- | --------------------- | ------------ | --------- |
| R.D. Congo      | 2 vezes (2009 e 2016) |                       |              |           |
| Marrocos        | 2 vezes (2018 e 2020) |                       |              |           |
| Tunísia         | 1 vez (2011)          |                       |              |           |
| Líbia           | 1 vez (2014)          | 1 vez (2018)          |              |           |
| Senegal         | 1 vez (2022)          | 1 vez (2009)          |              |           |
| Gana            |                       | 2 vezes (2009 e 2014) |              |           |
| Mali            | 2 vezes (2016 e 2020) |                       |              |           |
| Angola          | 1 vez (2011)          |                       |              |           |
| Nigéria         | 1 vez (2018)          | 1 vez (2014)          |              |           |
| Argélia         | 1 vez (2022)          |                       | 1 vez (2011) |           |
| Sudão           |                       | 2 vezes (2011 e 2018) |              |           |
| Zâmbia          | 1 vez (2009)          |                       |              |           |
| Costa do Marfim | 1 vez (2016)          |                       |              |           |
| Madagascar      | 1 vez (2022)          |                       |              |           |
| Guiné           | 1 vez (2020)          | 1 vez (2016)          |              |           |
| Zimbábue        |                       | 1 vez (2014)          |              |           |
| Camarões        | 1 vez (2020)          |                       |              |           |
| Níger           | 1 vez (2022)          |                       |              |           |

## Artilheiros por edição
| Edição | Jogador          | Seleção       | Gol(o)s |
| 2009   | Given Singuluma  | Zâmbia        | 5       |
| 2011   | Salema Gasdaoui  | Tunísia       | 3       |
| 2011   | Zouheir Dhaouadi | Tunísia       | 3       |
| 2011   | Mudather Karika  | Sudão         | 3       |
| 2011   | Hillel Soudani   | Argélia       | 3       |
| 2011   | Myron Shongwe    | África do Sul | 3       |
| 2014   | Bernard Parker   | África do Sul | 4       |
| 2016   | Meschack Elia    | RD Congo      | 4       |
| 2016   | Ahmed Akaïchi    | Tunísia       | 4       |
| 2016   | Chisom Chikatara | Nigéria       | 4       |
| 2018   | Ayoub El Kaabi   | Marrocos      | 9       |
| 2020   | Soufiane Rahimi  | Marrocos      | 5       |
| 2022   | Aimen Mahious    | Argélia       | 5       |